# Chalcopasta chalcotoxum
Chalcopasta chalcotoxum là một loài bướm đêm trong họ Noctuidae.